# Robert Ast
Robert Ast (ur. 7 lutego 1961 we Wrocławiu) – polski architekt. W latach 1996–1999 dyrektor Instytutu Architektury Politechniki Poznańskiej, 1999-2002 dziekan Wydziału Architektury Politechniki Poznańskiej, którego był współinicjatorem.

## Życiorys
Absolwent Politechniki Poznańskiej (1985). W listopadzie 2006 roku zdobywca pierwszej nagrody w ogólnopolskim konkursie urbanistycznym na Studium Programowo Przestrzenne rzeki Warty w Poznaniu - główny projektant i kierownik zespołu. Autor studium zagospodarowania Terenów Przyautostradowych w Poznaniu przy węzłach Komorniki i Dębina (marzec 2001) oraz koncepcji rozwoju północnej strefy Poznania. Współautor projektu kościoła św. Ojca Pio w Poznaniu.
Autor książek m.in.: "Architektura Wybrzeża”, "Architektura w procesie inwestycyjnym", "Kształtowanie przestrzeni regionów i miast", “Waterfront architecture".